# Francisco Marques de Sousa Viterbo
Francisco Marques de Sousa Viterbo (Oporto, 29 de diciembre de 1845 — São Mamede, 29 de diciembre de 1910) fue un poeta, arqueólogo, historiador y periodista portugués.

## Biografía
Hijo de un modesto comerciante, fue destinado a la carrera eclesiástica y completó sus primeros estudios en el Seminario de Oporto; pero, carente de vocación sacerdotal, nada más completarlos marchó a Lisboa para estudiar medicina. No consiguió ser aceptado en 1869, pero sí dos años después, y concluyó la carrera en 1876. Sin embargo se dedicó al periodismo para sustentarse, algo que ya no le era extraño pues desde seminarista publicaba poesías en revistas y periódicos. 
- En Oporto en O Mundo Elegante (1858-1860), Mosaico (1865), Aurora (1867-1868) y Grinalda (1855-1869);
- En Lisboa en Boudoir (1863-1865); y
- Em Coímbra, en A Chrysalida (1863-1864) y A Folha (1868).

Ya en Oporto había alcanzado el título de "redactor", con derecho a salario, algo esencial para asegurarse los estudios en Lisboa. En esta nueva etapa, fue fundamental su relación con el Jornal do Porto (1859-1887), el Jornal da Manhã (1872?-1888), del que llegó a asumir la dirección política, el Progresso Comercial (1873), y el Comércio Português (1876-1887). También en Oporto fue redactor del semanario A Mocidade (1867) y del periódico satírico O Pirilampo (1867-1870) y también tuvo relación con la revista literaria República das Letras (1875) dirigida por João Penha.
De reconocida erudición, en cuestiones políticas no se declaraba afín a partido alguno. En una época de discurso fácilmente inflamable, Sousa Viterbo fue una voz al servicio de la moderación y del sentido común, no dejando de evidenciar por ello un sólido sentido de justicia social, alimentado en valores como la solidaridad y el respeto para con unos y para con otros. Creía en la bondad del hombre y en la unidad del progreso, construido en armonía social, como tantas veces declaró sin pretensiones:
Trabajador u obrero es todo aquel que vive del producto de su actividad, cualquier que sea el instrumento que maneje (...) Que el ganapán sea la pluma o la azada, el telar o el martillo; (...) que el operario sea una trituradora de piedra en una carretera o un forjador de ideas en un gabinete de estudios, no vemos en todo esto sino resultados diversos de nuestra fuerza, gradaciones solo, y no diferencias antagónicas y odiosas. ("O 1.º de Maio", Diário de Notícias, 1 de mayo de 1901, reproducido en Cem Artigos de Jornal)
En Lisboa fue redactor del Comércio de Lisboa (1878-1880?), donde sustituyó a Luciano Cordeiro durante los meses en que estuvo en Brasil (1879), y asumió la dirección del Jornal do Comércio (1853-1989) en cuanto Eduardo Burnay, su director, estuvo ausente en París (1886). Colaboró esporádicamente en el suplemento de este diario, A Semana de Lisboa  (1893-1895), también en el semanario ilustrado Branco e Negro  (1896-1898), e nas revistas O Ocidente, Serões  (1901-1911), Revista de História  (1912-1928) y,  posiblemente, en muchos otros títulos.

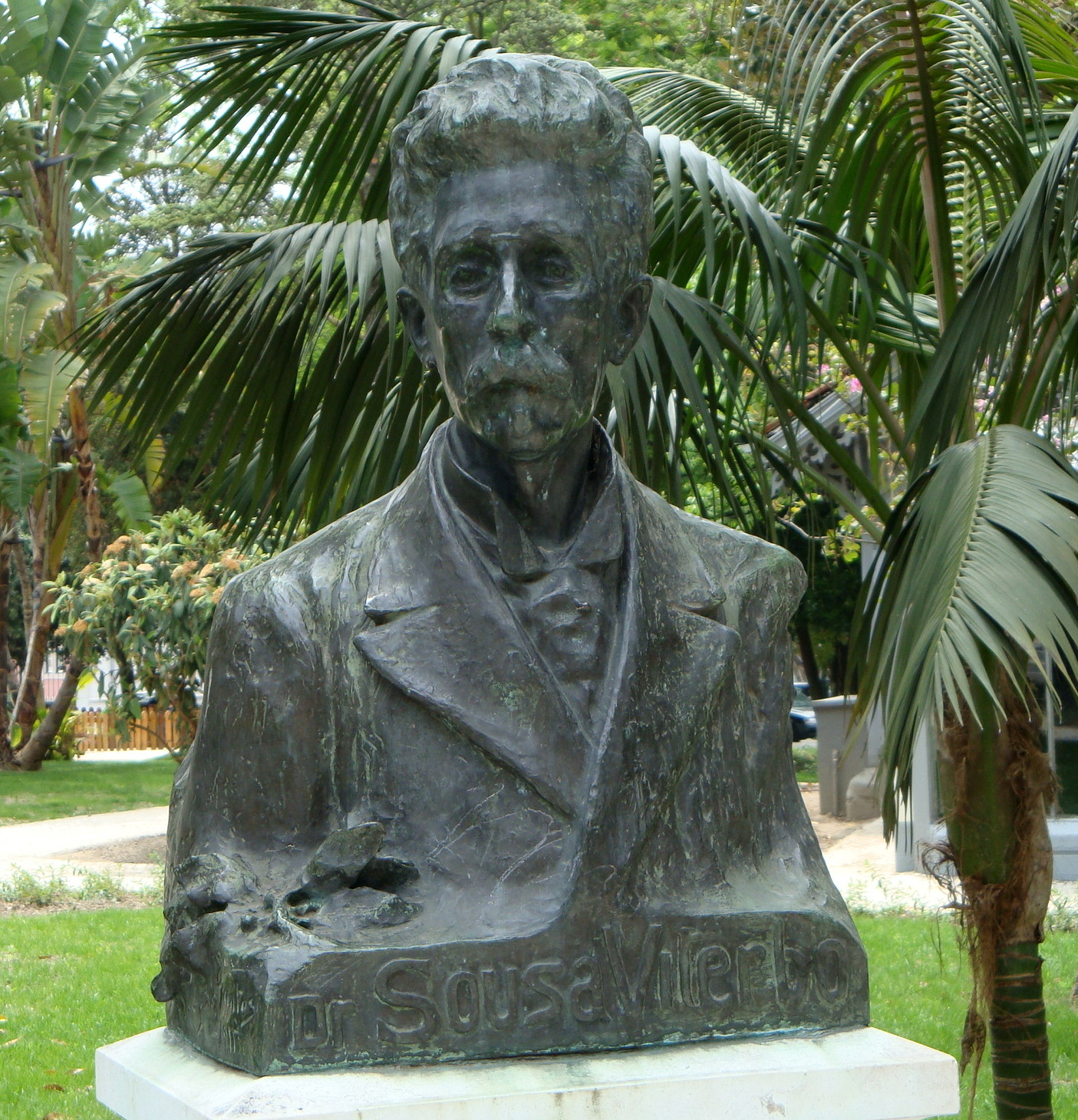
Busto del Dr. Sousa Viterbo en Jardim do Príncipe Real

Concluida la carrera de Medicina (1876) fue por un tiempo médico en la Armada. Entretanto, el interés por la arqueología y las bellas artes, su compromiso con la imprenta y posiblemente razones de salud lo llevaron a ser profesor de arqueología en la Academia de Bellas Artes desde 1881, y en la Escuela de Bellas Artes de Lisboa.
Sousa Viterbo era capaz de sostener una producción igualmente fecunda en diversas colaboraciones simultáneas, sin bajar la calidad. Colaboró regularmente en la prensa especializada de Lisboa. En el Jornal da Sociedade das Ciências Médicas (1836-1988) publicó algunos estudios sobre médicos portugueses, que entendía como "subsidios" para una História da Medicina em Portugal. Su trabajo de investigador -que calificaba de arqueología médica – comenzó por incidir sobre los médicos de la familia real portuguesa, pero acabó por extenderse a los que servían en la Corte y a muchos otros, de los que encontró informaciones en la documentación oficial, personal o publicada en libros. Estudió en especial a las primeras médicas portuguesas. Sus trabajos en estas materias abarcan más de un centenar de biografías de profesionales que ejercieron la medicina durante los siglos XV y XVI, por tanto, desde el reinado de Alfonso V de Portugal (1438-1481) hasta el de Felipe III de España (1598-1621). Este trabajo minucioso y documentado se encuentra repartido en varios números del Jornal da Sociedade das Ciências Médicas, publicados entre 1892 y 1896. Desde 1897 hasta agosto de 1901, Sousa Viterbo integró la comisión de redacción de este.
Otros trabajos los publicó en la Revista Arqueológica (1887-1890), en O Arqueólogo Português (1895-1924?), A Arte Portuguesa  (1895), el Boletim da Sociedade de Geografia de Lisboa (1876-?), el Arte Musical (1899-1915), el Arquivo Histórico Português (1903-1916) y la Revista Militar (1849), entre otras.
Desde 1880 al final da su vida, fue además redactor del Diário de Notícias (1864). Desde esta tribuna saludó la implantación de la República y emprendió su defensa en muchos editoriales.

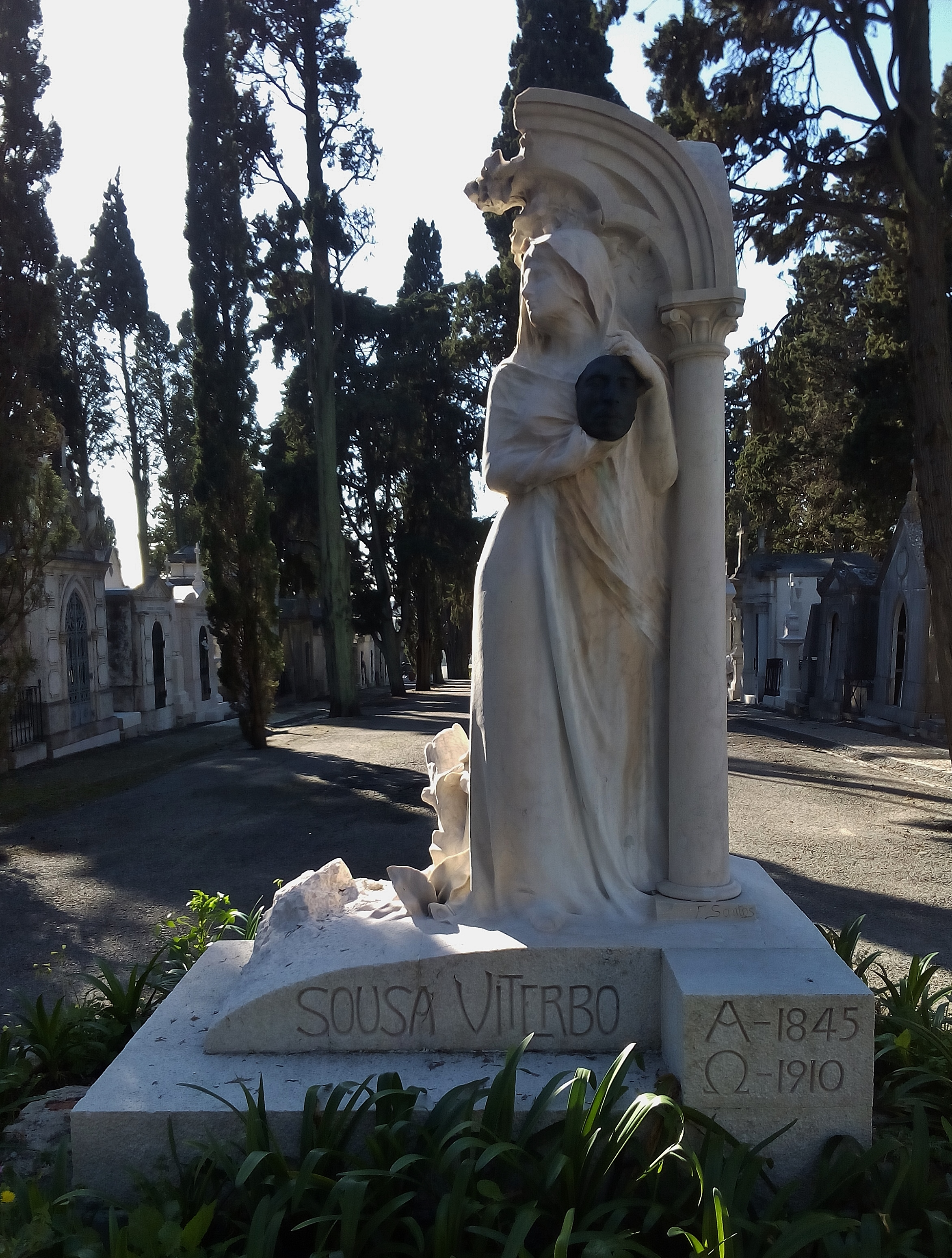
Tumba de Sousa Viterbo, en el Cementerio dos Prazeres

Fue miembro fundador de la Asociación de Periodistas y Escritores Portugueses, de la Sociedad de Geografía de Lisboa, de la Sociedad Arqueológica de la Figueira, de la Association Littéraire International (París) y de la Real Academia de la Historia (Madrid), además de socio de una pléyade de asociaciones culturales. 
Falleció por una enfermedad prolongada. Ni la ceguera que se le declaró desde 1879 y, progresivamente, le fue ensombreciendo los días, ni tampoco la parálisis de sus miembros, le impidieron enfrentarse a los días con la misma pasión por la actualidad y el trabajo.

## Obra
Como poeta fue de estilo Parnasiano, y publicó O Anjo do Pudor (Oporto, 1870) y Rosas e Nuvens.
Como historiógrafo publicó, entre otras obras de referencia, História das Artes Industriais Portuguesas (1892) y Trabalhos Náuticos dos Portugueses nos séculos XVI e XVIII (1892-1900), en dos volúmenes.
Entre los títulos que publicó se destacan:

### Escritos literarios (selección)
- Arte e Artistas em Portugal

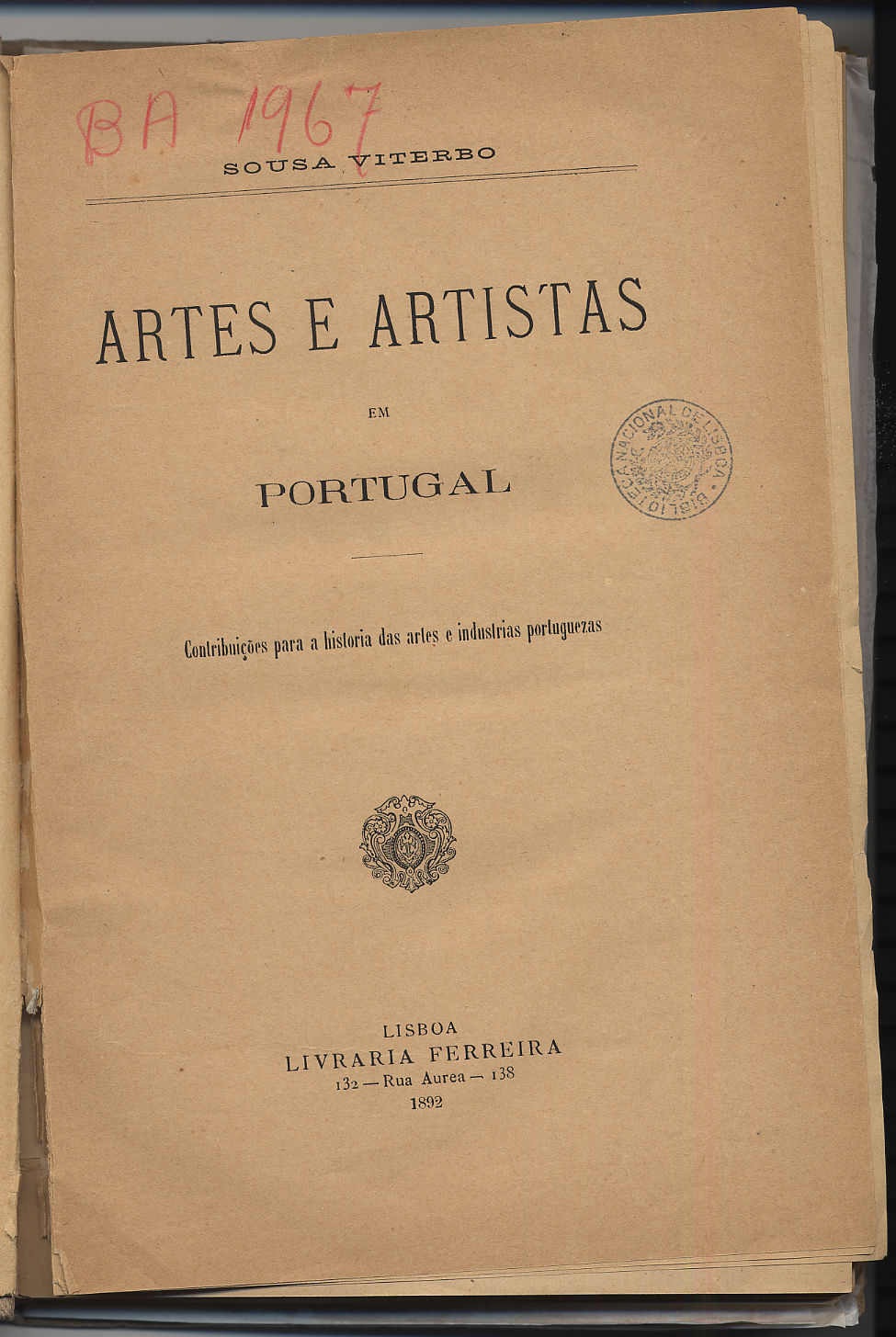
Artes e artistas - Sousa Viterbo

- Contribuição para a História das Artes e Indústrias Portuguesas
- Dicionário Histórico e Documental dos Arquitectos, Engenheiros e Construtores Portugueses
- Cem artigos de jornal: insertos no Diário de Notícias de Lisboa e pela empresa deste jornal publicados em homenagem ao seu extinto colaborador, Lisboa: Typographia Universal, 1912.
- Subsídios para a História da Música em Portugal, Coímbra, Separata de O Instituto, 1932.